# 이비 아다무
이비 아다무(그리스어: Ήβη Αδάμου, Ívi Adámou, 1993년 11월 24일 ~ )는 키프로스의 싱어송라이터이다.